# 内藤記念科学振興賞
内藤記念科学振興賞（ないとうきねんかがくしんこうしょう）は、エーザイの創業者内藤豊次により設立された公益財団法人内藤記念科学振興財団が授与する日本の科学技術の賞。
人類の健康の増進に寄与する自然科学の基礎的研究を対象とし、受賞者には金メダルおよび副賞の賞金500万円が授与される。

## 受賞者一覧
- 1969年度：浮田忠之進、岡崎令治
- 1970年度：栗山熙
- 1971年度：山川民夫
- 1972年度：山崎英正
- 1973年度：岡田節人
- 1974年度：向山光昭
- 1975年度：菊地吾郎
- 1976年度：大村裕
- 1977年度：小島瑞
- 1978年度：須田正己、山田俊一
- 1979年度：山村雄一
- 1980年度：後藤俊夫、西村暹
- 1981年度：水原舜爾
- 1982年度：受賞者なし
- 1983年度：高木貞敬
- 1984年度：林秀男
- 1985年度：大西俊一
- 1986年度：野島庄七、正宗直
- 1987年度：山科郁男
- 1988年度：野依良治、藤井儔子
- 1989年度：大沢利昭
- 1990年度：濵岡利之
- 1991年度：水島昭二
- 1992年度：岸義人
- 1993年度：岩永貞昭、柳田敏雄
- 1994年度：安元健
- 1995年度：矢原一郎
- 1996年度：山田静之
- 1997年度：山本尚三
- 1998年度：丹治順、野本明男
- 1999年度：浅島誠
- 2000年度：若林健之
- 2001年度：柴崎正勝
- 2002年度：郷通子
- 2003年度：田中啓二
- 2004年度：清野進
- 2005年度：竹縄忠臣
- 2006年度：木下一彦
- 2007年度：花岡文雄
- 2008年度：上村大輔、御子柴克彦
- 2009年度：谷口維紹
- 2010年度：河岡義裕
- 2011年度：濱田博司
- 2012年度：月原冨武
- 2013年度：坂野仁
- 2014年度：近藤孝男
- 2015年度：渡邊嘉典
- 2016年度：藤田誠
- 2017年度：影山龍一郎
- 2018年度：井ノ口馨輔、岡田清孝
- 2019年度：神取秀樹
- 2020年度：岡部繁男
- 2021年度：安藤敏夫
- 2022年度：柚﨑通介
- 2023年度：塩見美喜子
- 2024年度：二木史朗